# Мріє, не зрадь
«Мріє, не зрадь!..» — філософський вірш Лесі Українки, написаний у серпні 1905 року в Грузії.

## Історія створення
Вірш «Мріє, не зрадь!..» Леся Українка написала в Грузії в серпні 1905 року. У Російській імперії в той час відбувалася революція. Українці також боролися за свої права. Багато митців, відчуваючи близькі зміни, публічно підтримали страйки та протести в країні. Леся Українка написала поезію «Мріє, не зрадь!..». Вперше надруковано в журналі «Україна», 1946, № 2, с. 18. та часопис «Вітчизна». 1946. № 2. С. 22–23. «Мріє., не зрадь!..» увійшла до циклу «Пісні про волю».